# Siemens E40 AC
Die Siemens E40 AC sind von Siemens Mobility gebaute elektrische Lokomotiven, die zur Bespannung von schweren Ganzzügen dienen. Eingesetzt werden die Lokomotiven bei den australischen Bahngesellschaft Queensland Rail (QR) (jetzt Aurizon), Pacific National (PN) und BHP Mitsubishi Alliance (BMA). Insgesamt wurden 100 Lokomotiven dieser Baureihe hergestellt.

## Geschichte
QR bestellte im März 2006 20 dieser Lokomotiven und im August 2007 wurde der Bau weiterer 25 baugleicher Maschinen vereinbart. Ende Juni 2008 trafen die ersten beiden fertiggestellten QR 3800 in Australien ein. Nach Ausführung letzter Arbeiten im Jilalan Rail Yard nahe Mackay wurden sie im August 2008 in Betrieb genommen. Die Übergabe der Lokomotiven an die QR wurde bis 2010 abgeschlossen.
Das Australische Eisenbahnverkehrsunternehmen Pacific National (PN) bestellte Ende 2007 23 beinahe baugleiche Lokomotiven unter der Bezeichnung PN 7100. Die Auslieferung begann im April 2009.
Im Jahr 2011 und 2012 bestellte die BHP Mitsubishi Alliance (BMA) weitere 13 Lokomotiven.
Alle Lokomotiven wurden bei Siemens Mobility, im Werk München-Allach, hergestellt und getestet.

## Technische Merkmale
Die Konstruktion der E40 AC ist an die Baureihe QR 3700 angelehnt. Sie übernimmt deren Maschinenraum-Layout und auch den Großteil der elektrischen Komponenten. Die Fahrzeuge besitzen je sechs angetriebene Achsen, die in drei Drehgestellen gelagert sind.
Die Lokomotiven sind mit einem Einholmstromabnehmer ausgerüstet, der über eine Dachleitung und den Hauptschalter den Hochspannungstransformator versorgt. Hinter einem Überspannungsableiter befindet sich die Dachdurchführung, durch die die Verbindung zum Haupttransformator hergestellt wird. Die Fahrleitungsspannung von 25 kV wird dort auf 990 V herabgesetzt. Der anschließende Stromrichter ist aus drei unabhängigen Umrichtern mit je zwei Vierquadrantenstellern zusammengesetzt. Die Umrichter versorgen jeweils die Motoren eines Drehgestells und einen Hilfsbetriebeumrichter.

## Einsatz
Die Loks werden für die Bespannung von Kohleganzzügen in den Goonyella- und Blackwaternetzen eingesetzt. Im Goonyellanetz befördern jeweils drei Lokomotiven bis zu 120 Wagen mit jeweils 106 t. Dies ergibt eine Gesamtzugmasse von 12.720 Tonnen. Im Blackwaternetz werden bis zu 100 Wagen mit jeweils 104 t eingesetzt, was eine Gesamtzugmasse von 10.400 Tonnen ergibt.